# بورت بيمينت
بورت بيمينت أو ميناء بيمينت هي مدينة من مدن هايتي. يبلغ عدد سكانها 17,207 نسمة وذلك حسب إحصائيات سنة 2009. يبلغ ارتفاع المدينة عن سطح البحر قرابة 0 متر. تبلغ مساحتها 66.7 كم².

## أعلام
- وايلد-دونالد غيرييه